# Allianzvertrag der drei Schwarzen Adler

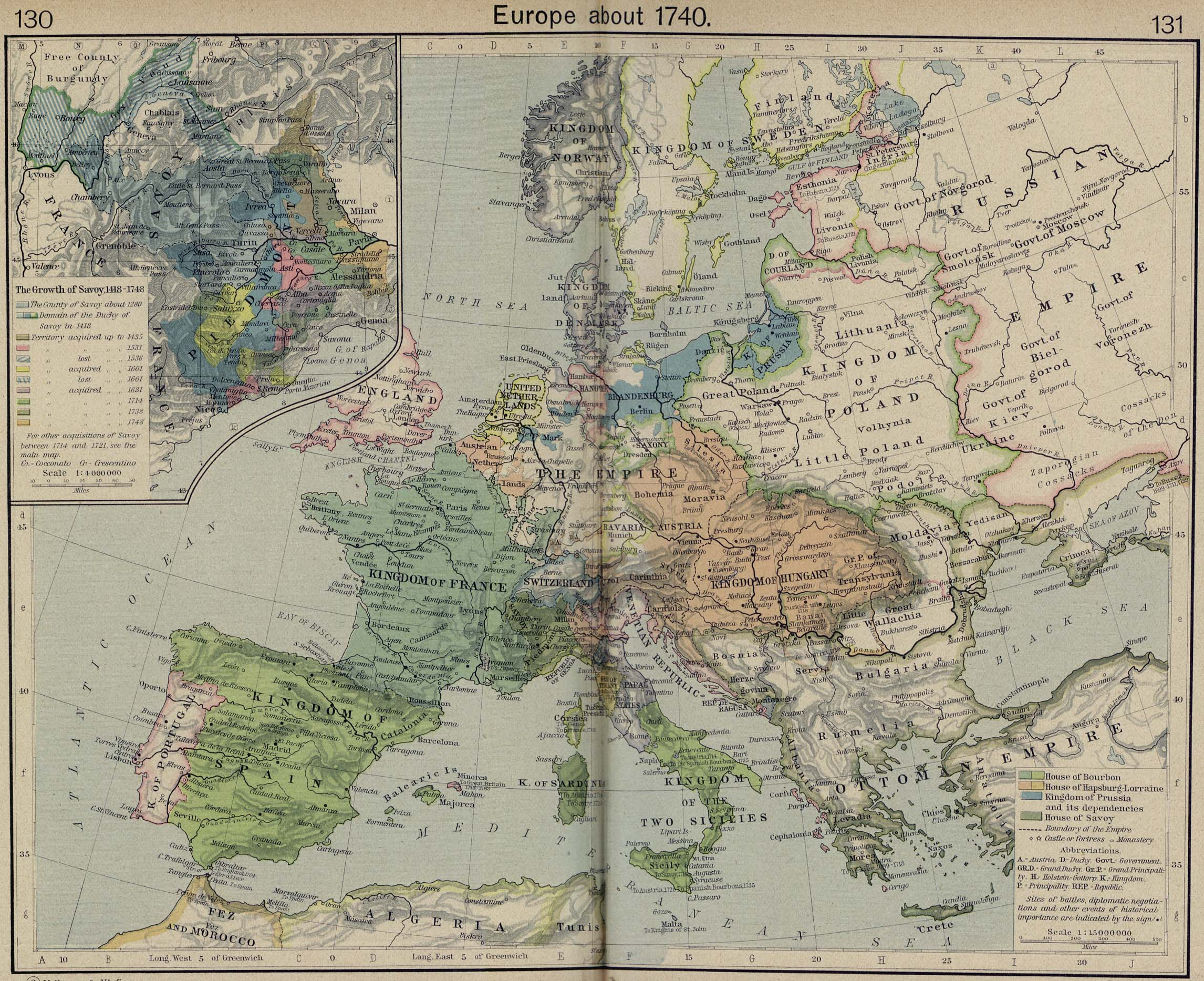
Europa um 1732

Der Allianzvertrag der drei Schwarzen Adler oder der Vertrag von Berlin bezeichnet einen nicht vollständig ratifizierten Bündnisvertrag zwischen Habsburg, Russland und Preußen. Nach einer Vorabeinigung zwischen Österreich und Russland am 13. September 1732 stieß Preußen auf Werben beider Mächte am 13. Dezember 1732 in die Vertragsverhandlungen hinzu.
Das Bündnis richtete sich im Kern gegen Polen-Litauen und sollte einen gemeinsamen Kandidaten für die anstehende polnische Königswahl bestimmen. Aufgrund von auftauchenden Differenzen bei der Vertragsgestaltung wurde der Vertrag letztlich nicht rechtswirksam.

## Vertragsverhandlungen
Die Frage der Nachfolge des polnischen Wahlkönigs August wurde lange zuvor von den beteiligten Mächten erörtert. Bereits der Preußisch-russische Allianzvertrag von 1726 und seine Erneuerungen von 1729 und 1730 hatten ein gemeinsames Vorgehen in dieser Sache vorgesehen und seit 1730 wurden auch zwischen dem Wiener und dem Petersburger Hof Verhandlungen geführt. Besonders für Österreich war das Bemühen Frankreichs, den Schwiegervater Ludwigs XV., Stanislaus Leszczyński zur polnischen Krone zu verhelfen und damit dem französischen Einfluss im Osten einen festen Stützpunkt zu gewährleisten bedrohlich. König August bestrebte seinerseits die polnische Krone für die Wettiner als Erbtitel dauerhaft zu sichern (vgl. Sachsen-Polen).
Habsburg schlug den beiden Mächten vor, den Infanten Emmanuel von Portugal (3. August 1697 – 3. August 1766) als gemeinsamen Kandidaten der Mächte aufzustellen. Als im März 1732 der russische Unterhändler Karl Gustav von Löwenwolde mit Friedrich Heinrich von Seckendorff, kaiserlicher Gesandter in Berlin zusammentraf, gelang es ohne viel Mühe, auch König Friedrich Wilhelm für den Plan zu gewinnen, indem man ihm die Aussicht auf das seit langem von ihm für sein Haus erstrebte Kurland wieder eröffnete. Die folgenden Monate brachten durch die Allianz zwischen Russland, Österreich und Dänemark vom 26. Mai eine Stärkung der Position beider Kaisermächte in der Polenfrage.
Im Herbst 1732 kehrten Seckendorff und Löwenwolde nach Berlin zurück, wo die Beratungen auf der Grundlage der Frühjahrskonferenzen wieder aufgenommen wurden. Friedrich Wilhelm stimmte einem von Seckendorff entworfenen Vorvertrag zu. Darin wurde für die Thronfolge in Polen der Infant von Portugal als gemeinsamer Kandidat auf die polnische Krone festgelegt und zugleich verpflichtete sich der russische Hof einen preußischen Prinzen die Nachfolge in Kurland zuzugestehen. Ende November legte Seckendorff ein in allen wesentlichen Teilen des Vorvertrags übereinstimmenden Entwurf für einen Allianzvertrag vor, mit dem sich der preußische König wiederum einverstanden erklärte. Kurz vor Abschluss der Vertragsgestaltung ergaben sich aber neue Schwierigkeiten.
Französische und sächsische Interessen konnten sich am russischen Hof stärker durchsetzen. August II. versuchte Graf Ernst Johann von Biron durch die Aussicht auf Kurland für sich zu gewinnen. Löwenwolde musste Anfang Dezember von seiner Ankündigung abrücken, dass in Kurland ein preußischer Prinz die Thronfolge antreten könne. Daraufhin entbrannte am Wiener Hof scharfer Widerstand, da es Wien war, das die für Preußen so lockende Aussicht auf Kurland in den Vertrag gebracht hatte. Dies tat es mit dem Hintergedanken, dass sich König Friedrich Wilhelm I. so offener in der jülisch-bergischen Erbfrage zeigte. Aus diesem Grund lehnte Wien am 13. Dezember 1732 die Ratifikation des Vertrages ab.

Das Staatsemblem des russischen Kaiserreichs
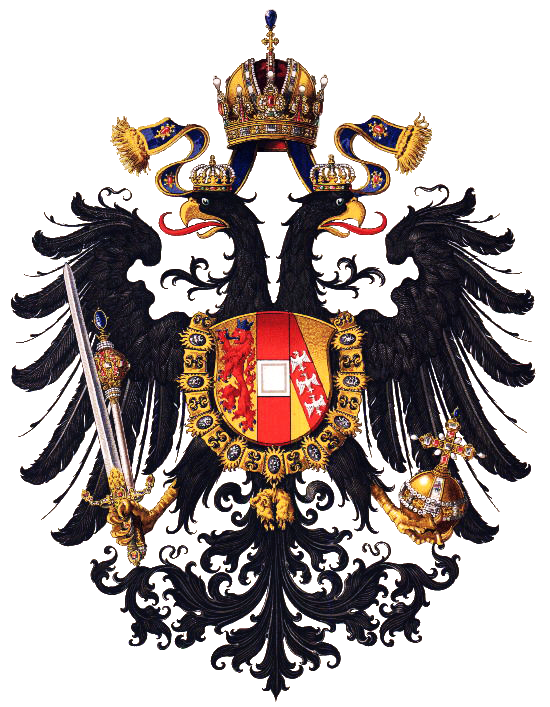
Das Staatswappen Österreichs
Das Wappen Preußens

## Vertragsinhalt
Der Vertrag setzte sich aus neun Artikeln und zwei Separat- beziehungsweise Geheimartikeln zusammen. Neben Bestimmungen zu der Königsfolge in Polen-Litauen, enthielt das Abkommen genaue Bestimmungen, wie dieses Vorhaben umzusetzen sei, inklusive konkreter Angaben zu den zu stellenden Truppen für die Operation in Polen. Darüber hinaus traf das Abkommen Bestimmungen zu Kurland und dessen Regierungsform und Nachfolgeregelungen für den kurländischen Herzog.

## Weitere Entwicklung
Am 1. Februar 1733 starb König August, so dass ein von Seckendorff erneut versandter Vertragsentwurf gegenstandslos wurde. Von der Kandidatur des Infanten von Portugal war nicht mehr die Rede. Im September wurde der von Frankreich unterstützte Stanislaus Leszczyński durch seine Parteigänger vorerst zum König gewählt. Doch Friedrich August von Sachsen verständigte sich mit Russland und Österreich im Vertrag von Warschau vom 8. August 1733 und unter dem Schutz der russischen Waffen wurde am 5. Oktober 1733 Kurfürst Friedrich August als August III. zum Gegenkönig erhoben. Bis 1738 dauerte der Polnische Thronfolgekrieg an.